# Надія (Кам'янський район)
Наді́я — село в Україні, у Божедарівській селищній громаді Кам'янського району Дніпропетровської області.
Орган місцевого самоврядування — Божедарівська селищна рада. Населення — 48 мешканців.

## Географія
Село Надія знаходиться на березі річки Рекалова (притока Базавлука), вище за течією примикає село Потоки, нижче за течією на відстані 2,5 км розташоване село Болтишка. Поруч проходить автомобільна дорога Т 0433.

## Населення

### Мова
Розподіл населення за рідною мовою за даними перепису 2001 року:
| Мова       | Кількість | Відсоток |
| ---------- | --------- | -------- |
| українська | 42        | 87.50%   |
| російська  | 4         | 8.33%    |
| білоруська | 2         | 4.17%    |
| Усього     | 48        | 100%     |